# Elegia (muzyka)
Elegia – forma muzyczna, miniatura wokalna lub instrumentalna o melancholijnym i nostalgicznym charakterze. 
Często jest utworem tematycznym wyrażającym smutek po utracie bliskiej lub ogólnie znanej i cenionej osoby. Elegia nie posiada stałej formy; znana jest też pod nazwą „lament”.
Znane elegie:
- Richard Wagner – Elegia na fortepian w As-dur (1859)
- Gabriel Fauré – Elegia c-moll na wiolonczelę i orkiestrę Op. 24 (1880)
- Edvard Grieg – Elegia na fortepian op. 38/6 (1883)
- Nikołaj Rimski-Korsakow – Elegia na głos i fortepian Op.42/3 (1897)
- Herbert Howells – Elegia na skrzypce, kwartet smyczkowy i orkiestrę smyczkową (1917)
- Dmitrij Szostakowicz – Adagio i Allegretto (Elegia i Polka) na kwartet smyczkowy (1931)
- Igor Strawinski – Elegia dla J.F.K. na głos i trzy klarnety (1964)
- John Barnes Chance – Elegy na zespół instrumentów dętych (1972)
- Lukas Foss – Elegia dla Anne Frank na fortepian, narratora i orkiestrę (1989)
- Mikołaj Górecki – Elegia na wiolonczelę i orkiestrę smyczkową (2015)